# Ahwaste
Ahwaste, jedno od plemena Costanoan Indijanaca iz skupine Ramaytush ili San Francisco koji su živjeli blizu zaljeva San Francisco na San Francisco poluotoku i blizu misije Dolores, Kalifornija. 
Taylor njihovo ime navodi i kao Aguasto, Habasto i Aguasajuchium (kombinaija od Aguasto i Juchium) ; Ah-wash-tes (Schoolcraft, 1852)

## Vanjske poveznice
- A- California Indian Villages, Towns and Settlements